# 三精跳棋
三精跳棋（Salta），是德國人Konrad Heinrich Büttgenbach在1899年推出的兩人棋類，原文為義大利文，為跳躍之意，採用西洋跳棋的移動方式，卻不吃子，也無連跳，是正方跳棋、中國跳棋的先驅。

三精跳棋初始佈置

## 棋具
- 棋盤為10*10棋格，組成100個棋格，採用國際跳棋棋盤。

- 棋子各標一到五個的日、月、星三種符號。每方共十五枚棋子，以顏色區分敵我。

## 規則
- 每方棋子初始佈置皆在黑色格。各類數字從小到大由各玩家左側擺起。星類棋子置於底行、月類棋子置於第二行、日類棋子置於第三行。

- 每回合玩家可能有二種行動，以跳行為優先：
  - 跳行：一枚己棋跳過前斜方鄰格的一枚任何方棋子落到同方向的緊連空格，不能連跳。
  - 步行：不能跳行時，一枚己棋以斜向移動到鄰空格。

- 先把所有己棋擺於對方初始位置，並且無論是數字或是日月星符號需正確對應，方可獲勝。
- 使對方無法行棋者輸掉遊戲[1]。

## 外部連結
- 遊戲介紹（页面存档备份，存于）
- 遊戲下載